# C/1945 X1
C/1945 X1（du Toit）是一顆1945年發現的掠日彗星，屬於克魯茲族彗星。

## 發現
1945年12月11日午夜過後不久，丹尼爾·杜·托伊特（Daniel du Toit）在布隆方丹的哈佛大學天文台發現了這顆彗星。他估計彗星的亮度為7等。接下來的四個晚上，他每晚都只做了四次進一步的觀測，這段期間彗星正快速地向太陽移動。
1946年1月初，利蘭·坎寧安（Leland Cunningham）根據杜·托伊特的觀測資料計算出初步彗星軌道，根據該軌道，彗星將在27日/28日出現。從地球上看過去，1945年12月從太陽後面經過前後不久，它應該是「肉眼可見的明亮物體」。然而，針對這幾天的日冕影像的搜索沒有發現彗星的跡象。1946年1月，天文學家在坎寧安預測的位置搜尋彗星也沒有成功。
目前尚不清楚這顆彗星是否在接近太陽時未能倖存，或是由於彗星亮度過低而導致它在靠近太陽或後來在更遠的軌道上沒有被天文學家看到。
這顆彗星的最大亮度達到了7等。